# 케메트교

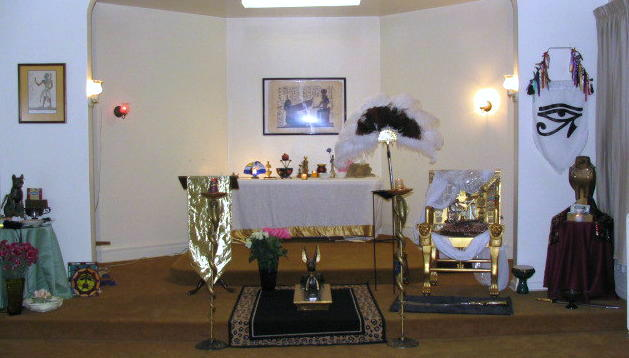
케메트교 교단 중 하나인 케메트 정교회의 Truth and the Mother 사원

케메트교(Kemetism) 또는 케메티즘은 고대 이집트 종교를 부흥시킨 현대 이교이다.

## 같이 보기
- 세트의 신전(Temple of Set) 세트 신에 대한 신앙에 중점을 둔 다른 이교